# Николов, Андрей
Андре́й Нико́лов (болг. Андрей Николов / Andrey Nikolov / Andrej Nicoloff; 29 апреля 1878, Враца, Врачанский округ, Османская империя — 17 декабря 1959, София, Болгария) — болгарский скульптор. В бурных событиях XX века он был верен гуманистическим традициям века XIX-го, оставив в портретной скульптуре образцы жизнелюбия и гармонии.

## Биография
Андрей Николов родился 29 апреля 1878 года во Враце, на северо-западе Болгарии, в бедной семье сапожника.
В 1896 году Андрей Николов поступает во вновь открытую в Софии Государственную школу рисунка (из которой вскоре вырастет Академия Художеств Болгарии). Здесь его наставником становится скульптор еврейского происхождения, Борис Шац (1866—1932), которого «выписал» в Болгарию из литовского Ковно Принц Ферлинанд . С 1903 по 1907 год молодой скульптор выхлопотал стипендию для поездки в Париж  Архивная копия от 18 мая 2015 на Wayback Machine, где он стажируется под руководством Антонена Мерсье (англ.) (1845—1916) в École nationale supérieure des Beaux-Arts.

Андрей Николов. Бюст художника Ивана Мырквички.
Исторический музей г. Враца

В 1914 Николов едет в Рим в командировку от болгарского правительства. Возвращению помешала Первая мировая война, — Италия и Болгария оказались во враждебных блоках, и скульптору не удавалось выехать до 1919. Следующие 8 лет он провёл в Италии за свой счёт. Участвовал в ежегодных римских выставках. В 1922 скульптор привёз в Софию большую выставку произведений, которую здесь ждал заслуженный успех.
Он восстанавливает связи с Болгарией, исполняет портреты знаменитых художников Ивана Мырквички, Антона Митова, Николы Михайлова (болг.), Николы Петрова, Владимира Димитрова-Майсторы.
Скульптура А. Николова «Мечта», показанная на выставке болгарского искусства в Праге в 1926 году, привлекла внимание президента Чехословацкой Республики Масарика, и тот купил её. В следующем году, когда скульптор принимает решение вернуться в Болгарию, ему было предложено итальянское гражданство. Но скульптор (после долгих уговоров) всё же вернулся на родину. В 1931 году его избрали профессором, а в 1937-м — ректором Академии художеств Болгарии. В послевоенное время он с сочувствием отнёсся к происходившим в Болгарии переменам и в 1952 году присоединился к творческому коллективу, трудившемуся над проектом монумента в честь Советской Армии.
Большинство работ Николова отличается гармоничной ясностью и законченностью пластической формы. Особенно примечательны его поэтичные мраморные работы, посвящённые материнской любви , изображениям детей. Скульптор очарован красотой женского тела  Архивная копия от 18 мая 2015 на Wayback Machine; его женские образы наполнены мягкой грацией и нежностью. Андрей Николов — автор портретов ключевых для болгарской культуры личностей: литераторов Ивана Вазова (1850—1921), Елин-Пелина (1877—1949), поэта Кирила Христова (болг.) (1875—1944).
Николов — Народный художник Болгарии (1953), лауреат Димитровской премии.

## Изображения в сети
- Скульптурный портрет работы А. Николова Архивная копия от 20 декабря 2016 на Wayback Machine Бронза. Городская художественная галерея г. Варны «Борис Георгиев» Архивная копия от 19 января 2017 на Wayback Machine
- Сидящая фигура Архивная копия от 20 мая 2016 на Wayback Machine Мрамор. Городская галерея искусств Софии (болг.)
- Детская головка Архивная копия от 20 декабря 2016 на Wayback Machine Мрамор. Городская галерея искусств Пловдива (болг.)
- Дух и материя Мрамор, 1924
- Николов работает над глиняной моделью портрета Димитрова-Майсторы Архивная копия от 20 декабря 2016 на Wayback Machine
- Портрет Владимира Димитрова-Майсторы Архивная копия от 18 мая 2015 на Wayback Machine Мрамор, 1957